# Переварка
Переварка — річка в Україні, у Поліському районі Київської області. Права притока Іллі (басейн Прип'яті).

## Опис
Довжина річки приблизно 4,3 км.

## Розташування
Бере початок на північному сході від Весняного. Спочатку тече на північний захід, а потім на північний схід через Стару Рудню і впадає у річку Іллю, ліву притоку Ужа.